# Stretavka
Stretavka (Hongaars: Kisszeretva) is een Slowaakse gemeente in de regio Košice, en maakt deel uit van het district Michalovce.
Stretavka telt 195 inwoners.